# 王金陵 (大豆育种专家)
王金陵（1917年3月15日—2013年9月4日），男，江苏徐州人，中国大豆育种学家、农业教育家。东北农业大学终身教授。

## 生平
1917年3月15日出生于江苏省徐州市。1936年从金陵大学附中升入金陵大学理学院工业化学专业。之后主动转专业至农学院农艺系。七七事变爆发后跟随金陵大学由南京迁往四川成都。1941年春毕业后留校任助教。1946年赴吉林省公主岭农事试验总场工作。1948年，受聘为新成立的东北农学院教员。1949年升任副教授，并成为农学系首任系主任。
文化大革命期间，被扣上“资产阶级反动学术权威”的大帽子，被赶到香兰农场的牛棚进行劳动改造。
1978年获黑龙江省模范教师、省科技战线先进工作者称号。1979年被评为全国劳动模范。1997年9月获该年度何梁何利基金科学与技术进步奖。2009年获第八届世界大豆研究大会奖。2011年1月26日获黑龙江省委、省政府授予的黑龙江省农业科技功勋奖。
2013年9月4日在哈尔滨病逝，享年96岁。

## 贡献
育成了“东农4号”、“东农36号”、“东农42号”、“东农46号”等58个大豆新品种，累计推广面积1亿亩以上。其中，高油大豆品种“东农46号”和“东农47号”累计推广面积500余万亩，创经济效益2亿元；早熟大豆品种“东农44号”、“东农49号”、“东大1号”、“东大2号”等品种，主要在北部高寒地区种植，累积推广面积1100万亩，创经济效益3亿元。

## 社会职务
1977年任第四届黑龙江省政协副主席。1979年12月任第五届黑龙江省人民政府副省长。1983年任黑龙江省第六届人大常委会副主任（1983年4月－1988年1月），第三、四、五、六、七届全国人大代表，第六、七届全国人大常委会委员（1987年4月11日第六届增补）。民盟第四、五、六届中央委员，第五届中央常委；民盟黑龙江省委员会第四、五、六届主任委员，第七、八、九届名誉主任委员。

## 出版物
著有《大豆遗传育种》《大豆》《中国东北大豆》《大豆生态类型》《王金陵大豆论文集》等论著。